# Grecia Colmenares
Grecia María Dolores Colmenares Mieussens (Valencia, Carabobo, 7 de diciembre de 1962) es una actriz venezolana. Durante sus más de 40 años de carrera, filmó más de 20 telenovelas y actuó en varias obras teatrales. En 1976 inició su carrera en la telenovela Angélica, transmitida por Radio Caracas Televisión.

## Primeros pasos
Grecia Dolores Colmenares Mieussens, actriz venezolana, nace el 7 de diciembre de 1962 en la ciudad venezolana de Valencia. Su madre de origen francés, Grecia Mieussens y su padre venezolano Lisandro Ernesto Colmenares.
Cursó su educación en la escuela Lisandro Ramírez y en el Liceo Malpica. Su vocación de actriz se manifiesta precozmente. Estudió teatro con el director y dramaturgo Miguel Torrence, al que siempre ha llamado "mi maestro".
A los 9 años, convence a su madre para que la lleve a Radio Caracas Televisión (RCTV), a fin de participar de un casting. Tras ganar la preselección a la que aspiraban 30 concursantes, obtiene el papel de Angélica, la protagonista de niña, en la telenovela Angélica protagonizada por José Luis Rodríguez "El Puma" y Mayra Alejandra. Su debut en la novela fue tan impactante como la protagonista de niña, que luego los productores le dieron el papel como hija del actor Jean Carlo Simancas y Lila Morillo.
Así comenzó una larga carrera de éxitos en la que ha habido títulos como Ileana; Zoraida; Sangre azul; Estefanía y Tormento, entre muchos otros.
Ya inmersa en una exitosa carrera, Grecia continúa perfeccionándose como actriz; en este sentido, estudia con la reconocida Amalia Pérez Díaz, considerada por la prensa de espectáculos como "La Señora de la actuación", formadora de talentos.
Su primer protagónico llega en 1978 con la miniserie Drama de amor en el Bloque 6, una versión de Romeo y Julieta, en la que es acompañada por Henry Zakka, con quien se casa a sus 17 años. El matrimonio dura poco más de un año y siendo muy jóvenes deciden separarse.
En 1981, protagoniza su primera telenovela, Rosalinda, novela en la que comparte el papel estelar con Carlos Olivier, con la que logra ubicarse primera en la sintonía venezolana y le vale premios y reconocimientos internacionales. En 1983 protagoniza Días de infamia con Javier Vidal. En 1984 se pone en la piel de Azucena, y cautiva al público junto a Javier Vidal.

## El éxito
En 1984 Radio Caracas Televisión le ofrece protagonizar la adaptación de Esmeralda, estelarizada en 1971 por Lupita Ferrer. Así llega para Grecia Colmenares su lanzamiento internacional con Topacio, donde es acompañada por Víctor Cámara. Con esta telenovela supera las fronteras de Venezuela para ubicarse en los primeros puestos de audiencia en varios países de América. Bate récords en Univisión, la cadena de habla hispana más importante de los Estados Unidos; Argentina; Puerto Rico; Colombia;Ecuador; Perú; Chile; Nicaragua; Costa Rica y gran parte de Europa. Topacio le requiere un trabajo intensivo de 18 meses, pero la recompensa no tarda en llegar y la convierte en una de las actrices más populares del mundo entero, lo que le permite obtener los premios más importantes otorgados a una estrella de la televisión. Cabe destacar que Topacio fue la primera novela traducida al inglés.

## Consagración
A finales de 1985, en el punto cumbre de su carrera y después del éxito de Topacio en el prime time, los productores de RCTV le ofrecen protagonizar Cristal, la próxima telenovela del canal. Al mismo tiempo, el productor y empresario peruano José Enrique Crousillat, le propone realizar una novela en Argentina y Grecia opta por viajar a Buenos Aires para grabar María de nadie; con producción de Crustel, la estrella venezolana llega a Buenos Aires y de inmediato conquista al pueblo argentino, que la adopta y se enamora de la pobre provinciana que llega a la ciudad con toda su inocencia y se emplea como mucama en la mansión de una adinerada familia, donde termina enamorándose del hijo rico y bonito de la misma. Junto al galán argentino Jorge Martínez, su éxito en toda América es inmediato y se extiende a Italia y España, donde se repite el extraordinario éxito y cosecha de premios; en este sentido se destaca el otorgado por el Alcalde de la ciudad de Miami (USA), quien le hace entrega de las Llaves de la ciudad, e instituyó en Florida, el primero de octubre como El Día de Grecia Colmenares. A partir de ese momento, Grecia pasa a ser requerida no solo en el mercado americano, sino también en Italia y España.
También, en 1986, durante la grabación de la novela, a los pocos meses de llegar a Buenos Aires, conoce al argentino Marcelo Pelegrí, del que se enamora y con quien no tarda en casarse.
En los próximos años es protagonista de importantes éxitos realizados en Argentina que ocupan los primeros puestos en la sintonía internacional.
En marzo de 1987, el productor Raúl Lecouna la lleva a realizar una nueva telenovela que llevaba su nombre, Grecia, junto a Gustavo Bermúdez, basado en el cuento de la Cenicienta adaptado para una historia de telenovela.
Al año siguiente, en 1988, protagoniza Pasiones junto a Raúl Taibo y Graciela Cimer, interpretando a una campesina, que trabaja en la estancia de una familia adinerada, enamorada de su patrón. Con Pasiones. Después es convocada desde Italia para realizar varias fotonovelas en Europa.
Tras un pequeño descanso regresa en 1989 con un nuevo culebrón, Rebelde, con escenarios lujosos y exteriores en Los Ángeles y Buenos Aires, donde comparte cartel con el reconocido actor Ricardo Darín. La novela se ubica entre los programas más vistos en la televisión.[cita requerida]
A principios de 1990, protagoniza junto al galán Arnaldo André Romanzo, una miniserie de 5 capítulos, realizada en la costa argentina que se estrena inmediatamente y es un suceso. La serie se exporta a Europa.[cita requerida]
Paralelamente la imagen de Grecia Colmenares, crece notablemente en el mercado italiano, donde también cautivó al público de las fotonovelas con Tres amores para Angélica, Una razón para vivir, Prisionera del mal y Una vida robada, entre otras.
Cuando Topacio se emite en Italia, el éxito de audiencia lleva a los directivos del canal a coproducir con Crustel y Reteitalia, una novela de 220 capítulos llamada Manuela. El rodaje se inicia en septiembre de 1990 en Argentina, y con exteriores en Los Ángeles, Madrid, Roma, Sicilia, Génova, Portofino y otros escenarios iguales de impactantes. En esta historia, Grecia es acompañada nuevamente por Jorge Martínez, y se pone en la piel de dos personajes a la vez, Isabel y Manuela, dos hermanas que no se conocen; dos hermanas iguales que por esas extrañas cosas de la vida se enamorarán del mismo hombre.
El 4 de septiembre de 1992 fue madre, dando a luz en la maternidad suizo-argentina a su hijo, Gianfranco, fruto de su matrimonio con el empresario Marcelo Pelegrí.
Al año siguiente la cadena española Telecinco la contrata para protagonizar un nuevo culebrón, y en coproducción con Raúl Lecouna de Argentina llega su nueva telenovela, Primer amor, junto al galán Gabriel Corrado.
Simultáneamente durante el mismo año, toma un nuevo compromiso, y al mismo tiempo que rueda Primer amor, comienza a filmar Milagros, conocida en Argentina como Más allá del horizonte. Una historia impactante de época de 220 capítulos, junto a Osvaldo Laport, Luisa Kuliok y Gerardo Romano, Marta González, Patricia Palmer, Antonio Grimau, Viviana Saccone y Virginia Lago entre otras grandes figuras. Fue una coproducción de Silvio Berlusconi Communications y Omar Romay.
A fines de 1994, la cadena Televisa en Argentina, la contrata para protagonizar El día que me quieras, nuevamente junto a Osvaldo Laport en la que repiten un éxito. En la novela de 200 capítulos es acompañada por las primeras figuras Alicia Zanca, Chela Castro y Saúl Lizaso entre otras. La tira se estrena en Argentina en el mes de septiembre del mismo año por canal 13, aprovechando el suceso de Más allá del horizonte, que paralelamente se transmitía en otro canal.
En 1996 comienza a filmar una nueva producción italo-argentina llamada Amor sagrado, una telenovela de época junto a Jorge Martínez, Simón Pestana, Cecilia Cenci y Miguel Abud. En ella vuelve a interpretar a dos personajes a la vez, poniéndose en la piel de Ángeles, una religiosa, y su hermana gemela Eva, mientras se disputan el amor del mismo hombre.
Al finalizar este proyecto, viaja a Miami donde pasa una temporada y recibe ofertas de México, Colombia e incluso la propuesta de realizar una película sobre la vida de Grace Kelly, que no llega a concretarse.
En 1999 es convocada para protagonizar una nueva temporada de Chiquititas, un programa infantil con una trayectoria de cinco años ininterrumpidos. Con esta incorporación, Grecia se convierte en el hada madrina idealizada por todos los niños de América; por primera vez en su carrera, traspasa las pantallas de televisión y junto a todo el elenco de la serie, sube a los escenarios del teatro Gran Rex, para transmitir su magia a los 900.000 espectadores que durante todas las vacaciones de invierno vivieron y cantaron sus canciones.
En el año 2000 es contratada para realizar una nueva coproducción con la cadena internacional de los Estados Unidos Univisión y Venevisión Internacional, llamada Vidas prestadas, junto al galán venezolano José Luis Santander, esta novela fue éxito en los Estados Unidos, Latinoamérica, Europa y Medio oriente.
Luego de este trabajo, Grecia Colmenares se muda a la ciudad de Miami, en los Estados Unidos, donde disfruta de su familia y se toma unos años de descanso.
En 2009, la actriz es invitada por Televisa y viaja a México para presentarse en el programa Muévete, donde se reencuentra con Víctor Cámara y se les rinde homenaje por Topacio, la novela que marcó sus carreras y cautivó al mundo entero. Cumple algunos compromisos con el canal mexicano y luego viaja a Italia, para presentarse en el programa Tutti pazzi per la tele, donde la sorprenden con un gran despliegue de producción, homenajeándola por su exitosa carrera.
En 2010, la actriz vuelve a México, esta vez convocada por TV Azteca, donde recibe ofertas, y luego regresa a Italia, donde recibe un premio y es nombrada "Reina Mundial de las Telenovelas" en la "Perla de Tirreno". Este premio es votado por el público, que la considera la máxima figura de las Telenovelas a nivel mundial. Luego de este evento, Grecia viaja a a la Argentina, invitada al Festival y mercado mundial de las telenovelas, realizado en la ciudad de Mar del Plata, y luego en 2011 en la ciudad de Buenos Aires, donde fue reconocida por su trayectoria y haber sido la figura que ha desempeñado la mayor cantidad de coproducciones de habla hispana.

## Últimos tiempos
A mediados de 2011, regresa nuevamente a Buenos Aires, donde realiza un spot publicitario para el empresario Jorge Hané y es invitada al programa estelar de Susana Giménez.
En octubre de 2011 es convocada para trabajar en Argentina, en la ciudad cordobesa de Carlos Paz, conocida como uno de los más importantes destinos turísticos veraniegos del país, con una variada y numerosa cartelera teatral, para protagonizar durante la temporada de verano 2012 la obra 14 millones, por la que fue nominada como mejor actriz y obtuvo el premio Carlos a la mejor obra teatral.
Posteriormente, Ideas del Sur la contrata para formar parte de la edición 2012 de Bailando por un sueño en Showmatch conducida por Marcelo Tinelli.

## Actualidad
En los últimos años, sus telenovelas continúan siendo transmitidas en todo el mundo.
En Italia, la RAI, vuelve a transmitir Topacio, esta vez en versión digital HD.
Durante 2015 y 2016, el canal italiano VERO retransmite sus éxitos María de nadie, Manuela y Milagros, también en imagen digital HD.
En abril de 2016, Grecia Colmenares regresó a Venezuela para realizar un musical familiar. Los ensayos comenzaron en mayo y el 7 de agosto se estrena Cenicienta Mía, una nueva versión del clásico, en el Teatro Municipal de Valencia, su ciudad natal.
En 2019, participó en un programa de telerrealidad en Italia, llamado: "La isla de los famosos".

## Televisión
| Año       | Título                            | Rubro      | Cadena     | Rol                                     |
| --------- | --------------------------------- | ---------- | ---------- | --------------------------------------- |
| 2023-2024 | Grande Fratello                   | Reality    | Canale 5   | 16.ª eliminada                          |
| 2019      | L'Isola dei Famosi (temporada 14) | Reality    | Canale 5   | 3.ª eliminada                           |
| 2012      | Bailando 2012                     | Reality    | Canal 13   | 5.ª eliminada                           |
| 2000-2001 | Vidas prestadas                   | Telenovela | Univision  | Fernanda Valente López                  |
| 1999      | Chiquititas                       | Telenovela | Telefe     | Ana Pizarro                             |
| 1996-1997 | Amor sagrado                      | Telenovela | Telefe     | Eva Herrera / Ángeles Herrera           |
| 1994-1995 | El día que me quieras             | Telenovela | Canal 13   | Soledad                                 |
| 1994      | Más allá del horizonte            | Telenovela | Canal 9    | María Bonangelo Olazábal                |
| 1993      | Primer amor                       | Telenovela | Canal 9    | María Inés                              |
| 1991-1992 | Manuela                           | Telenovela | Canal 13   | Manuela Verezza / Isabel Guerrero       |
| 1990      | Romanzo                           | Miniserie  | TV Pública | Gianina                                 |
| 1990      | Rebelde                           | Telenovela | Canal 9    | Marina Roldán                           |
| 1988      | Pasiones                          | Telenovela | Canal 9    | Milagros Sarmiento                      |
| 1987      | Grecia                            | Telenovela | Canal 13   | Grecia                                  |
| 1985-1986 | María de nadie                    | Telenovela | Telefe     | María Domínguez                         |
| 1984-1985 | Topacio                           | Telenovela | RCTV       | Topacio Sandoval                        |
| 1984      | Azucena                           | Telenovela | RCTV       | Azucena Rodríguez                       |
| 1983      | El parentesis                     | Series     |            | Carmen Rosa                             |
| 1983      | Días de infamia                   | Telenovela | RCTV       | Minerva Reyes                           |
| 1983      | Chao Cristina                     | Telenovela | RCTV       | Diana Paiva Cáceres                     |
| 1982      | Panchito y Arturo                 | Series     |            |                                         |
| 1981      | Elizabeth                         | Telenovela | RCTV       | Lourdes                                 |
| 1981      | Rosalinda                         | Telenovela | RCTV       | Rosalinda                               |
| 1981      | Marielena                         | Telenovela |            | Raquel                                  |
| 1981      | Muros de silencio                 | Series     |            |                                         |
| 1980      | El esposo de Anaís                | Telenovela |            | Manuela                                 |
| 1979      | Drama de amor en el bloque seis   | Series     |            | Julieta                                 |
| 1979      | Estefanía                         | Telenovela | RCTV       | Ana María Escobar                       |
| 1979      | Sangre azul                       | Telenovela | RCTV       | María de los Ángeles                    |
| 1978      | El ángel rebelde                  | Telenovela |            | Maigualida                              |
| 1977      | Tormento                          | Telenovela | RCTV       |                                         |
| 1977      | Zoraida                           | Telenovela | RCTV       |                                         |
| 1977      | Iliana                            | Telenovela | RCTV       |                                         |
| 1976      | Carolina                          | Telenovela | RCTV       | Blanquita Villacastín                   |
| 1976      | Angélica                          | Telenovela | RCTV       | Angélica de niña / Ángela Rosa "Rosita" |

## Teatro
- Romeo & Julieta (1976)
- Chiquititas (1999), junto a todo el elenco de la serie, en el teatro Gran Rex.
- 14 millones (2012), Teatro del Sol, Carlos Paz | Teatro Broadway, Rosario
- Cenicienta Mía (2016).Teatro Municipal de Valencia | Teatro Ópera Maracay

## Premios y nominaciones
Premios TP de Oro (España)
| Año  | Categoría    | Película | Resultado |
| ---- | ------------ | -------- | --------- |
| 1991 | Mejor actriz | Topacio  | Nominada  |

Premios Carlos (Argentina)
| Año  | Categoría    | Película    | Resultado |
| ---- | ------------ | ----------- | --------- |
| 2012 | Mejor actriz | 14 millones | Nominada  |